# Географія Судану
Судан — північноафриканська країна, що знаходиться у східній частині континенту . Загальна площа країни 1 861 484 км² (16-те місце у світі), з яких на суходіл припадає 94,8 %, а на поверхню внутрішніх вод — 5,2 %. Площа країни втричі більша за площу території України. До відділення Південного Судану 2011 року був найбільшою країною на континенті. 

## Етимологія
Офіційна назва — Республіка Судан, Судан (араб. السودان, кириліз.: Джумухір'ят ес-Судан). Назва країни походить від топоніму Білад ас-Судан (араб. البلاد السودان, досл. «Країна чорних»). Спочатку застосовувався до сахельського регіону, північної частини Центральної Африки. Колишня колоніальна назва: Англо-Єгипетський Судан.

## Географічне положення

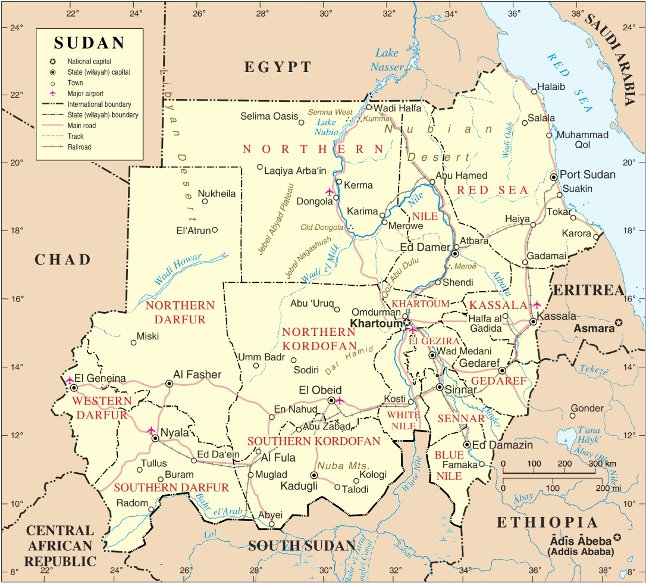
Карта Судану від ООН

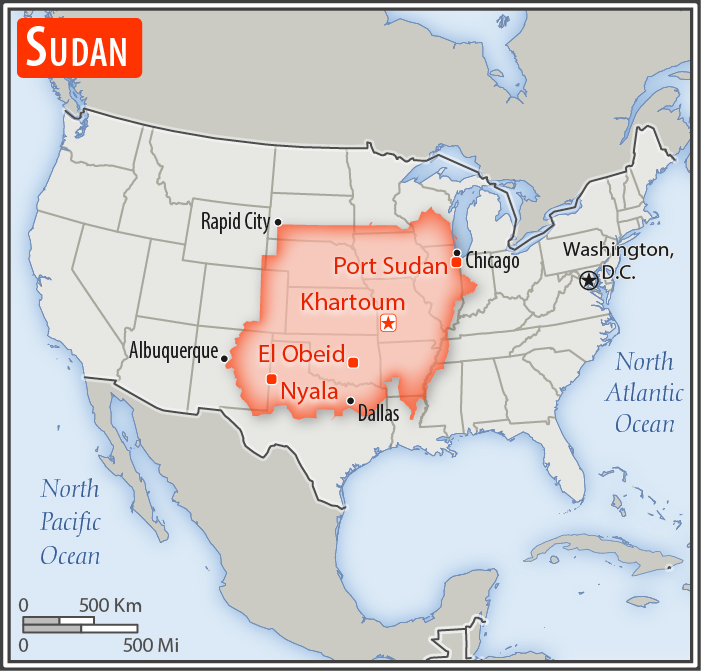
Порівняння розмірів території Судану та США

Судан — північноафриканська країна, що межує з сімома іншими країнами: на півночі — з Єгиптом (спільний кордон — 1276 км), на сході — з Еритреєю (682 км) і Ефіопією (744 км), на півдні — з Південним Суданом (2158 км згідно з розмежуванням 1956 року, остаточні делімітація і демаркація кордонів — питання майбутніх домовленостей), на заході — з ЦАР (174 км), Чадом (1403 км) і Лівією (382 км). Загальна довжина державного кордону — 6819 км. Судан на сході омивається водами Червоного моря Індійського океану. Загальна довжина морського узбережжя 853 км.
Згідно з Конвенцією Організації Об'єднаних Націй з морського права (UNCLOS) 1982 року, протяжність територіальних вод країни встановлено в 12 морських миль (22,2 км). Прилегла зона, що примикає до територіальних вод, в якій держава може здійснювати контроль, необхідний для запобігання порушень митних, фіскальних, імміграційних або санітарних законів, простягається на 18 морських миль (33,3 км). Континентальний шельф — до глибин 200 м.

### Час
Час у Судані: UTC+3 (+1 година різниці часу з Києвом).

## Рельєф
Середні висоти — 568 м; найнижча точка — рівень вод Червоного моря (0 м); найвища точка — згаслий вулкан Джебель-Марра (3071 м).

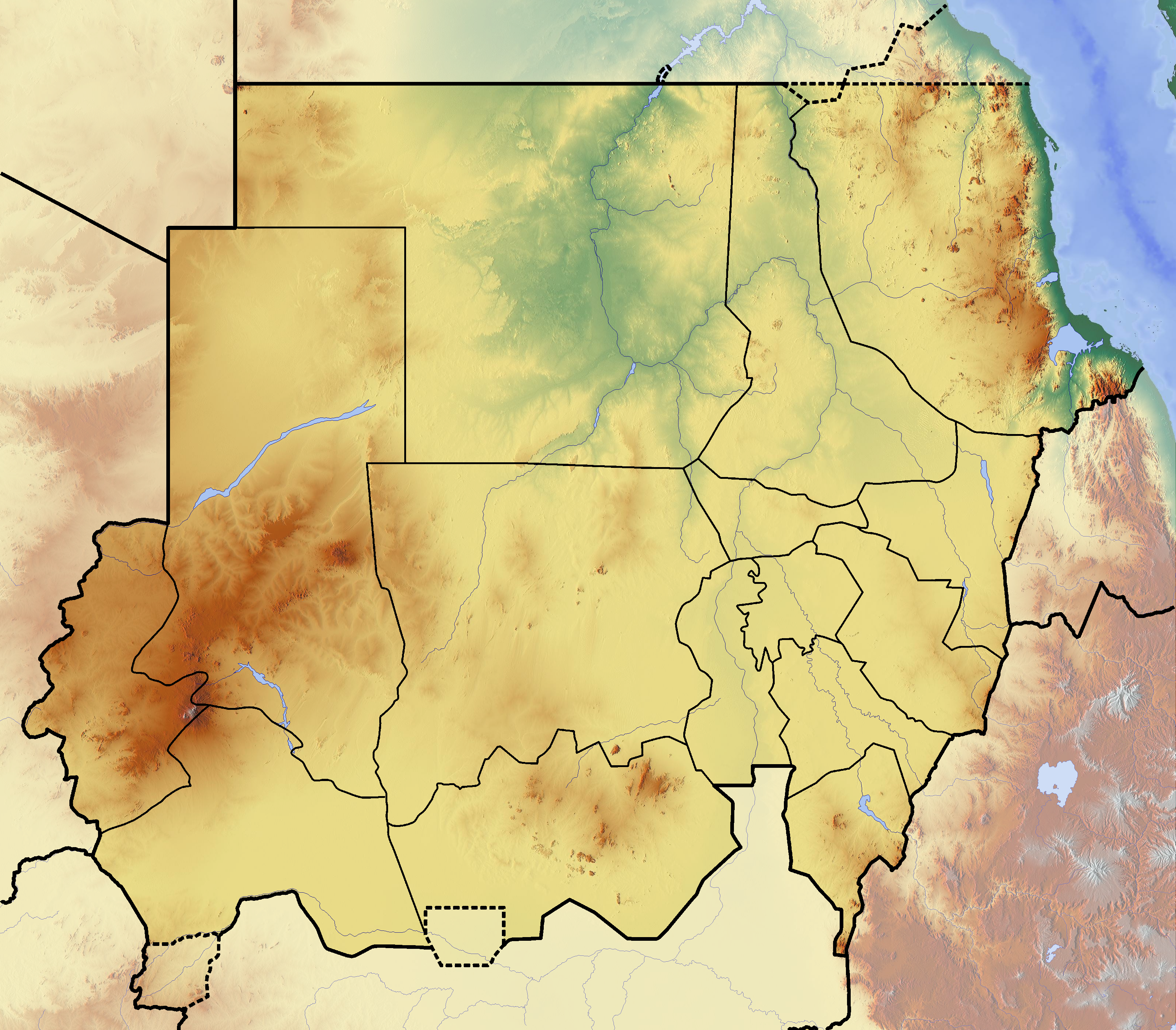
Рельєф Судану
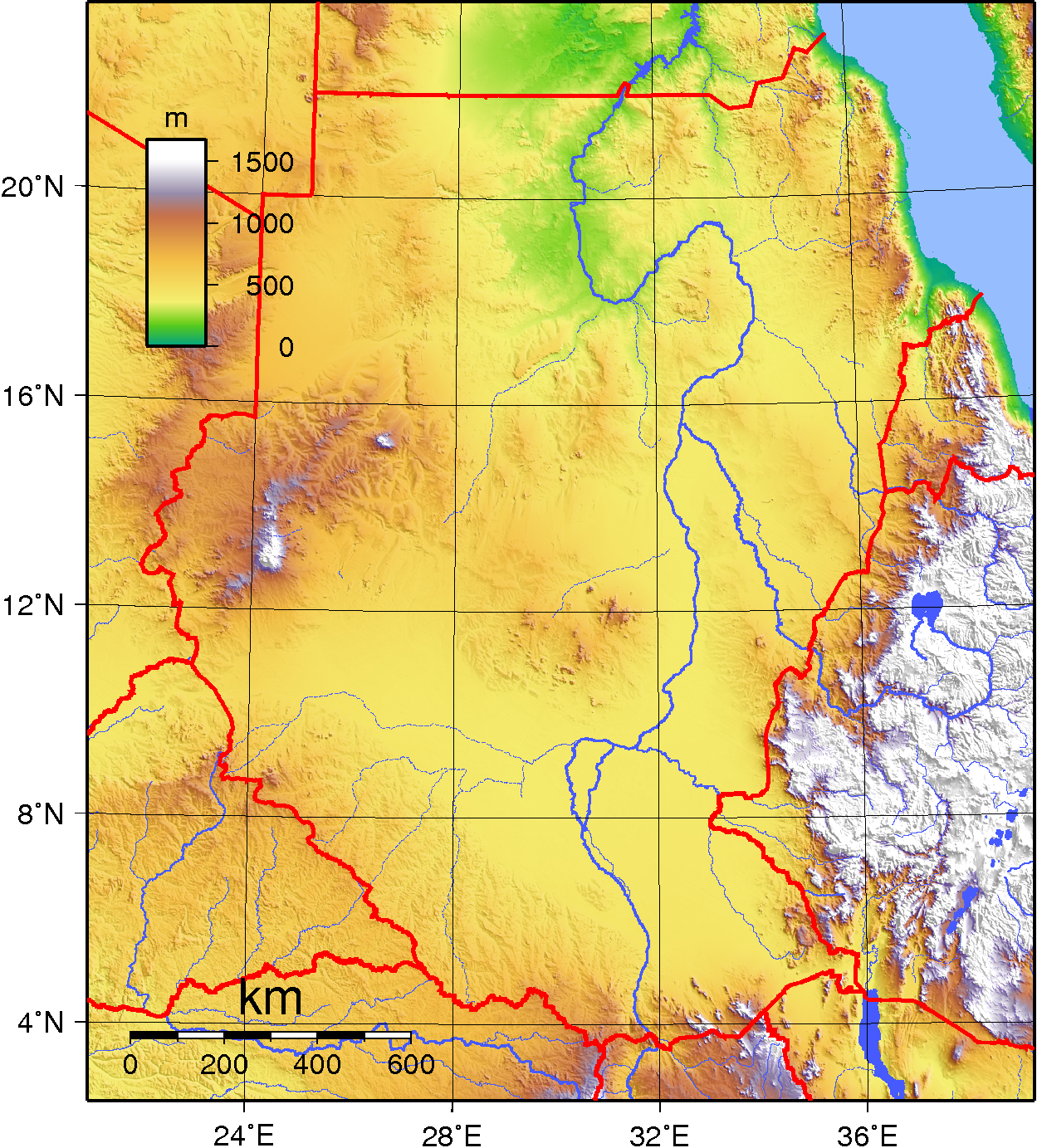
Гіпсометрична карта  Судану
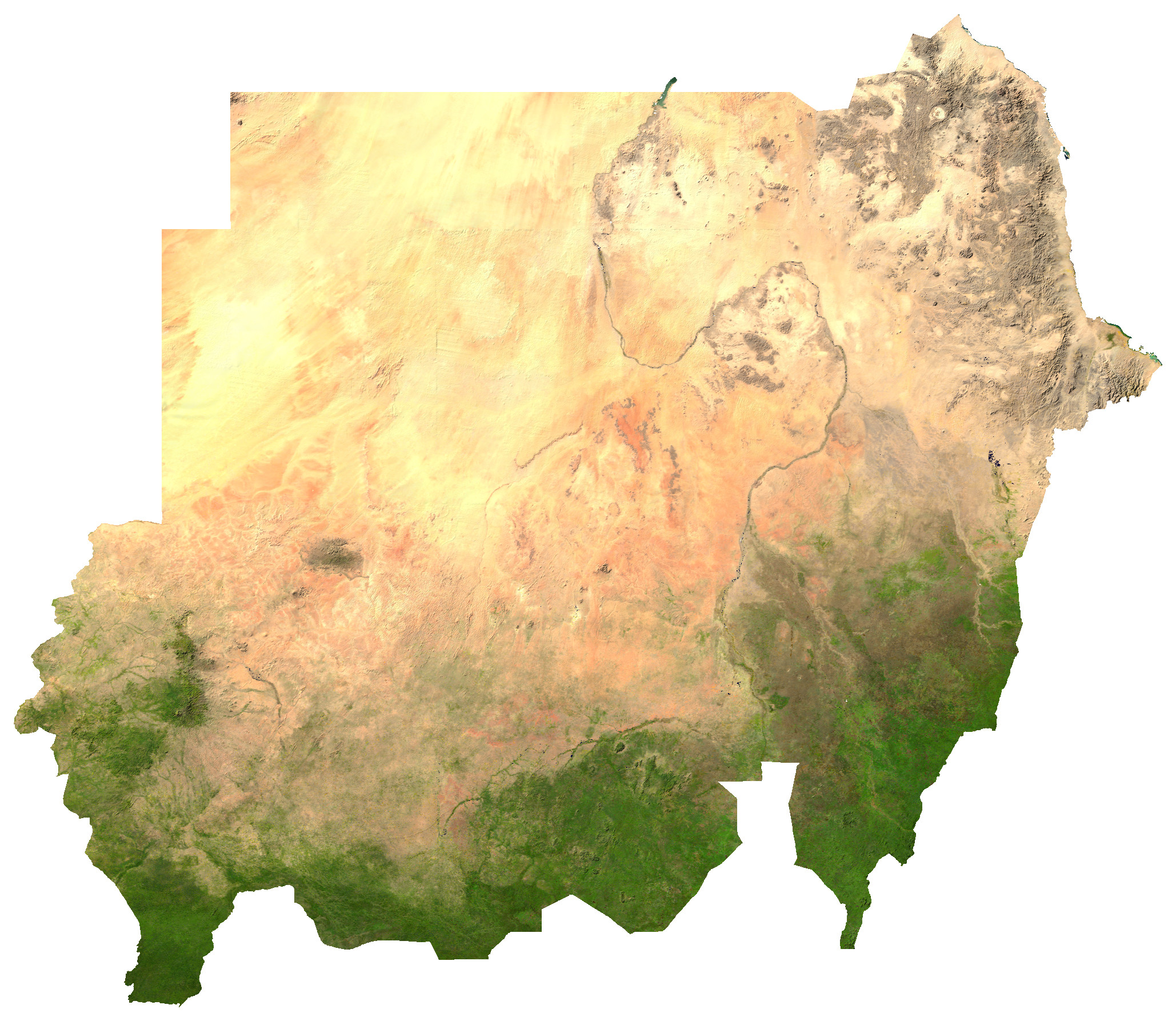
Супутниковий знімок поверхні країни
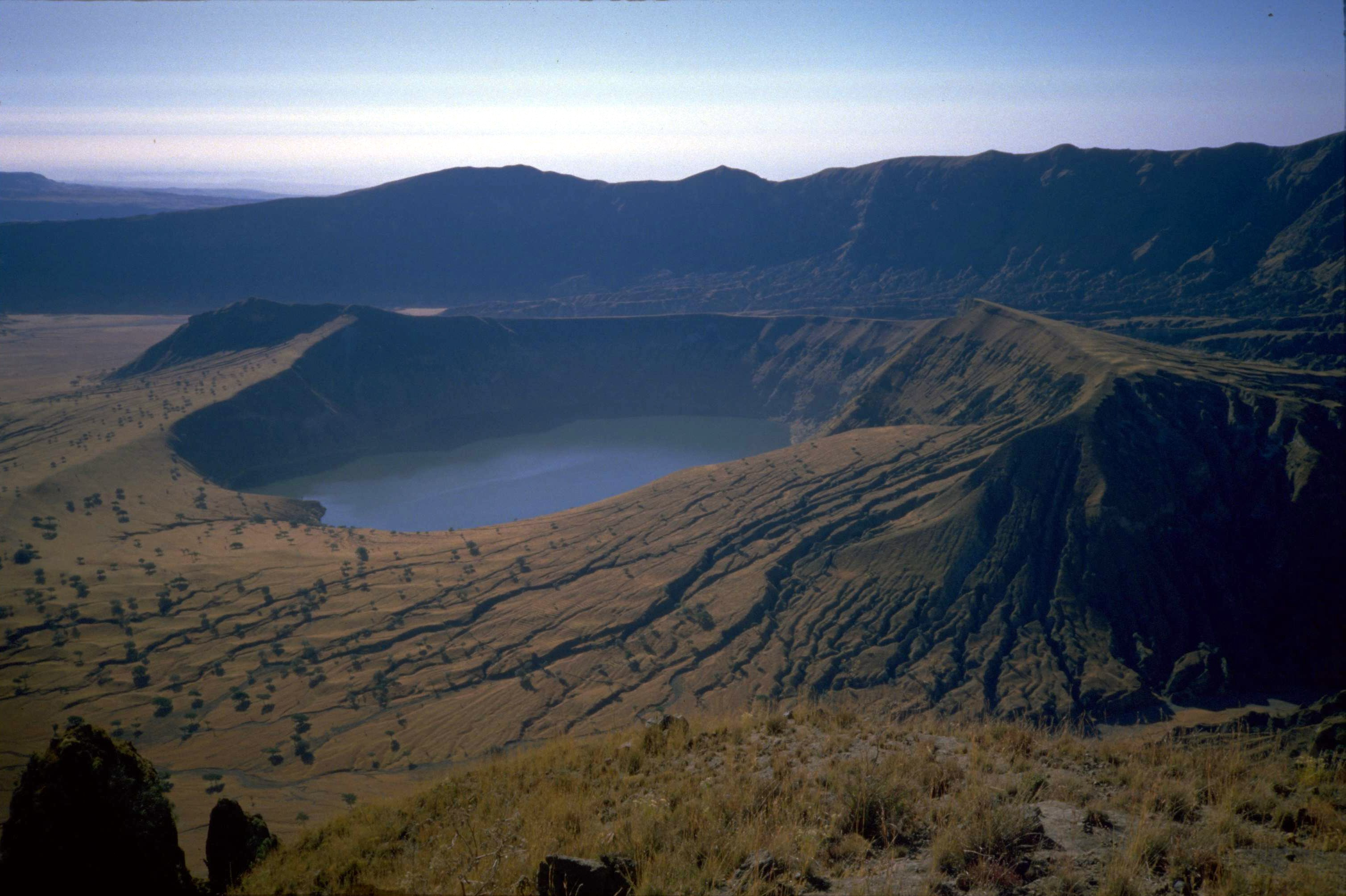
Джебель-Марра
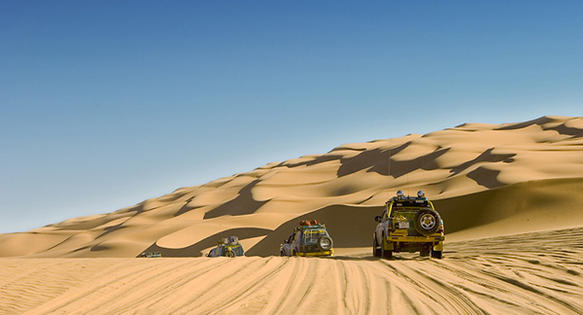
Піщані дюни східної частини країни

## Клімат
Північ Судану лежить у тропічному кліматичному поясі, південь — у субекваторіальному. На півночі увесь рік панують тропічні повітряні маси. Спекотна посушлива погода з великими добовими амплітудами температури. Переважають східні пасатні вітри. На півдні влітку переважають екваторіальні повітряні маси, взимку — тропічні.Влітку вітри дмуть від, а взимку до екватора. Сезонні амплітуди температури повітря незначні, зимовий період не набагато прохолодніший за літній. Зволоження нестійке, влітку чітко простежується сухий сезон, часті посухи.

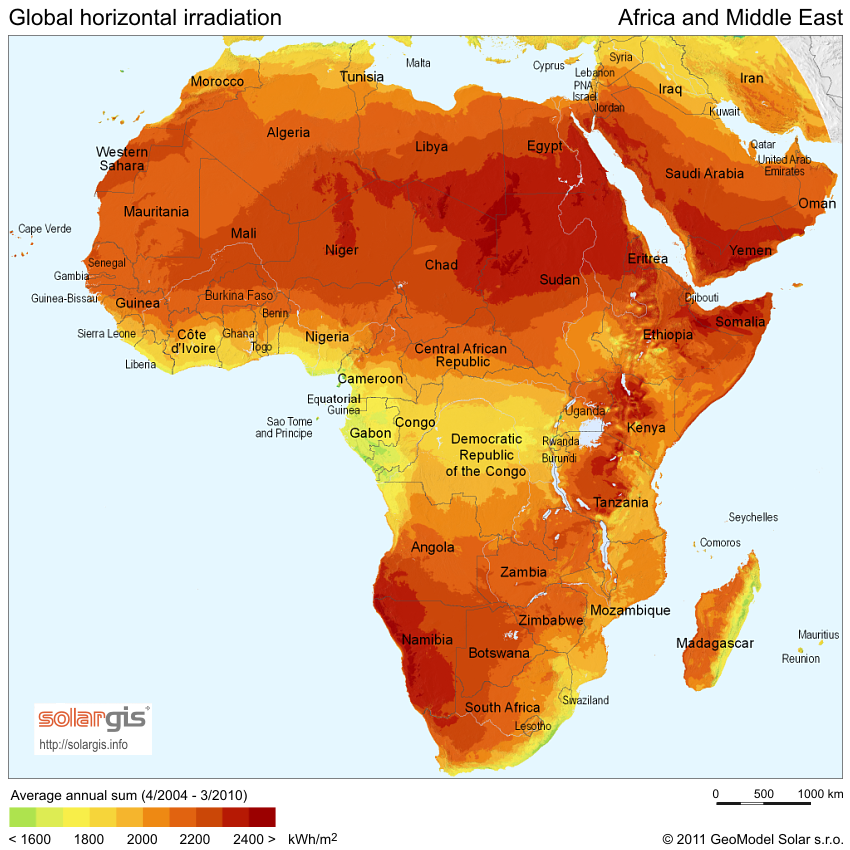
Сонячна радіація (англ.)
Кліматична карта Судану (за Кеппеном)

Судан є членом Всесвітньої метеорологічної організації (WMO), в країні ведуться систематичні спостереження за погодою.

## Внутрішні води

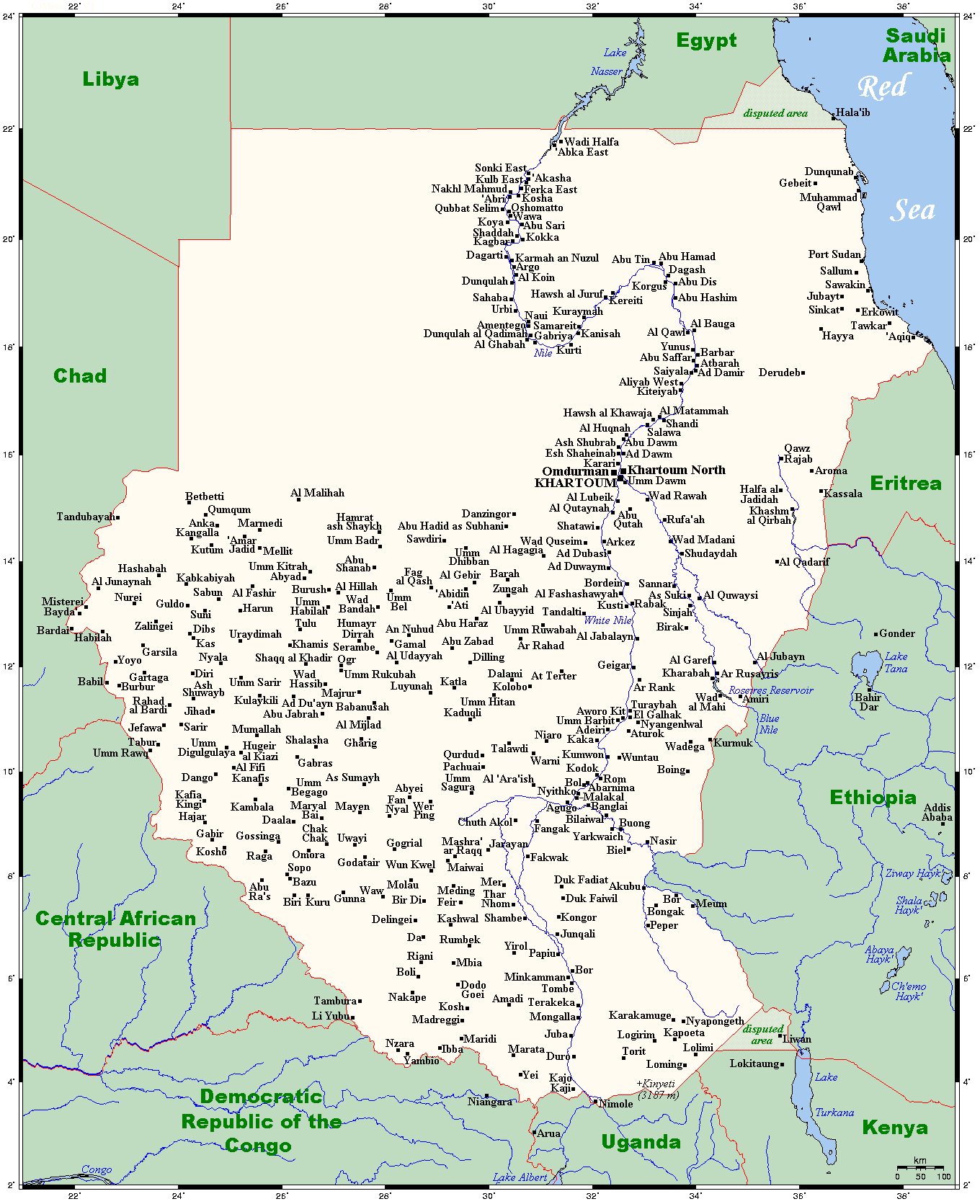
Гідрографічна мережа Судану

### Річки
Річки країни належать басейну Середземного моря Атлантичного океану — басейн Нілу. На заході безстічні області пустелі Сахара. На східному узбережжі тимчасові потоки (ваді) несуть свої води до Червоного моря Індійського океану.

## Тваринний світ
За зоогеографічним районуванням світу північна частина країни належить до Сахаро-Аравійської провінції Середземноморської підобласті Голарктичної області, південні області — до Східноафриканської підобласті Ефіопської області. Тому основу тваринного населення регіону становлять зональні пустельні  й саванові угруповання тварин, а також інтразональні гірські й водно-болотні (приморські та долинно-річкові) тваринні угруповання, характерні для тропічного і субекваторіального кліматичних поясів. Домінуючими в зональних угрупованнях є ксерофільні та мезоксерофільні групи та види тварин. 

## Стихійні природні явища
На території країни спостерігаються небезпечні природні явища і стихійні лиха: пилові бурі і періодичні посухи.

## Природні ресурси

### Мінеральні ресурси
Надра Судану багаті на ряд корисних копалин: нафту, залізну руду, мідь, хром, цинк, вольфрам, слюди, срібло, золото.

### Водні ресурси
Загальні запаси відновлюваних водних ресурсів (ґрунтові і поверхневі прісні води) становлять 64,5 км³. Станом на 2012 рік в країні налічувалось 18,9 тис. км² зрошуваних земель.

### Земельні ресурси
Земельні ресурси Судану (оцінка 2011 року):
- придатні для сільськогосподарського обробітку землі — 100 %,
  - орні землі — 15,7 %,
  - багаторічні насадження — 0,2 %,
  - землі, що постійно використовуються під пасовища — 84,2 %;
- землі, зайняті лісами і чагарниками — 0 %;
- інше — 0 %[1].

## Охорона природи
Серед екологічних проблем варто відзначити:
- недостатні запаси питної води;
- широко поширене неконтрольоване полювання на диких звірів;
- ерозію ґрунтів;
- спустелювання;
- періодичні посухи.

Судан є учасником ряду міжнародних угод з охорони навколишнього середовища:
- Конвенції про біологічне різноманіття (CBD),
- Рамкової конвенції ООН про зміну клімату (UNFCCC),
- Кіотського протоколу до Рамкової конвенції,
- Конвенції ООН про боротьбу з опустелюванням (UNCCD),
- Конвенції про міжнародну торгівлю видами дикої фауни і флори, що перебувають під загрозою зникнення (CITES),
- Базельської конвенції протидії транскордонному переміщенню небезпечних відходів,
- Конвенції з міжнародного морського права,
- Монреальського протоколу з охорони озонового шару,
- Рамсарської конвенції із захисту водно-болотних угідь[12].

## Фізико-географічне районування
У фізико-географічному відношенні територію Судану можна розділити на _ райони, що відрізняються один від одного рельєфом, кліматом, рослинним покривом: .

### Українською
- Атлас світу / голов. ред. І. С. Руденко ; зав. ред. В. В. Радченко ; відп. ред. О. В. Вакуленко. — К. : ДНВП «Картографія», 2005. — 336 с. — ISBN 9666315467.
- Атлас. 7 клас. Географія материків і океанів / Укладачі О. Я. Скуратович, Н. І. Чанцева. — К. : ДНВП «Картографія», 2014.
- Барановська О. В. Фізична географія материків і океанів : навч. посіб. для студентів ВНЗ : [у 2 ч.]. — Н. : Ніжинський державний університет ім. Миколи Гоголя, 2013. — 306 с. — ISBN 978-617-527-106-3.
- Бєлозоров С. Т. Африка : фізико-географічний нарис. — вид. 2-ге, перероб. і доп. — К. : Радянська школа, 1957. — 232 с.
- Гілецький Й. Р. Природні ресурси світу : Навч. посібник. — Львів : Світ, 2004. — 304 с. — ISBN 966-603-307-0
- Заставецький Ю. С. Регіональна фізична географія світу : Навч. посібник. — Львів : Світ, 2000. — 480 с.
- Судан // Гірничий енциклопедичний словник : [у 3-х тт.] / за ред. В. С. Білецького. — Д. : Східний видавничий дім, 2004. — Т. 3. — 752 с. — ISBN 966-7804-78-X.
- Костів Л. Я. Фізична географія материків і океанів. Африка : навч.-метод. посібник. — Л. : Видавничий центр ЛНУ імені Івана Франка, 2017. — 184 с. — ISBN 978-617-10-0374-3.
- Кукурудза С. І. Біогеографія : Підручник. — Львів : Вид-во ЛГУ ім. Івана Франка, 2006 — 504 с. — ISBN 966-613-502-7
- Палієнко В. І., Шищенко П. Г., Бойко В. М. Фізична географія світу : Навч. посібник. — К. : КНУ ім.  Т. Шевченка, 2016. — 246 с. — ISBN 978-966-439-918-1
- Панасенко Б. Д. Фізична географія материків : навч. посіб. : в 2 ч. — В. : ЕкоБізнесЦентр, 1999. — 200 с.
- Пузанов І. І. Зоогеографія : Підручник. — Київ—Львів : Рад. школа, 1949. — 504 с.
- Фізична географія материків та океанів : Підручник у 2-х т. / Ред. П. Г. Шищенко. — К. : Київський університет, 2020. — Т. 2. Африка, Америка, Австралія, Антарктида, Океани. — 470 с. — ISBN 978-966-439-989-8
- Юрківський В. М. Регіональна економічна і соціальна географія. Зарубіжні країни: Підручник. — 2-ге. — К. : Либідь, 2001. — 416 с. — ISBN 966-06-0092-5.

### Англійською
- (англ.) Graham Bateman. The Encyclopedia of World Geography. — Andromeda, 2002. — 288 с. — ISBN 1871869587.

### Російською
- (рос.) Авакян А. Б., Салтанкин В. П., Шарапов В. А. Водохранилища. — М. : Мысль, 1987. — 326 с. — (Природа мира)
- (рос.) Алисов Б. П., Берлин И. А., Михель В. М. Курс климатологии [в 3-х тт.] / под. ред. Е. С. Рубинштейна. — Л. : Гидрометиздат, 1954. — Т. 3. Климаты земного шара. — 320 с.
- (рос.) Апродов В. А. Вулканы. — М. : Мысль, 1982. — 368 с. — (Природа мира)
- (рос.) Апродов В. А. Зоны землетрясений. — М. : Мысль, 2010. — 462 с. — (Природа мира) — ISBN 978-5-244-01122-7.
- (рос.) Судан // Африка: энциклопедический справочник [в 2-х тт.] / гл. ред. А. А. Громыко. — М. : Советская энциклопедия, 1986. — 671 с.
- (рос.) Бабаев А. Г., Зонн И. С., Дроздов Н. Н., Фрейкин З. Г. Пустыни. — М.  : Мысль, 1986. — 320 с. — (Природа мира)
- (рос.) Браун Л. Африка. — М. : Прогресс, 1976. — 288 с. — (Континенты, на которых мы живем)
- (рос.) Букштынов А. Д., Грошев Б. И., Крылов Г. В. Леса. — М. : Мысль, 1981. — 316 с. — (Природа мира)
- (рос.) Власова Т. В. Физическая география материков. С прилегающими частями океанов. Южная Америка, Африка, Австралия и Океания, Антарктида. — 4-е, перераб. — М. : Просвещение, 1986. — 269 с.
- (рос.) Гвоздецкий Н. А., Голубчиков Ю. Н. Горы. — М. : Мысль, 1987. — 400 с. — (Природа мира)
- (рос.) Гвоздецкий Н. А. Карст. — М. : Мысль, 1981. — 214 с. — (Природа мира)
- (рос.) Географический энциклопедический словарь: географические названия / под. ред. А. Ф. Трёшникова. — 2-е изд., доп. — М. : Советская энциклопедия, 1989. — 585 с. — ISBN 5-85270-057-6.
- (рос.) Дроздов Н. Н., Мяло Е. Г. Биогеография мира : Учебник. — М. : Высшая школа, 1985. — 272 с.
- (рос.) Исаченко А. Г., Шляпников А. А. Ландшафты. — М. : Мысль, 1989. — 504 с. — (Природа мира) — ISBN 5-244-00177-9.
- (рос.) Каплин П. А., Леонтьев О. К., Лукьянова С. А., Никифоров Л. Г. Берега. — М. : Мысль, 1991. — 480 с. — (Природа мира) — ISBN 5-244-00449-2.
- (рос.) Словарь современных географических названий / под общей редакцией акад. В. М. Котлякова. — Екатеринбург : У-Фактория, 2006.
- (рос.) Литвин В. М., Лымарев В. И. Острова. — М. : Мысль, 2010. — 288 с. — (Природа мира) — ISBN 978-5-244-01129-6.
- (рос.) Лобова Е. В., Хабаров А. В. Почвы. — М. : Мысль, 1983. — 304 с. — (Природа мира)
- (рос.) Максаковский В. П. Географическая картина мира. Книга I: Общая характеристика мира. — М. : Дрофа, 2008. — 495 с. — ISBN 978-5-358-05275-8.
- (рос.) Максаковский В. П. Географическая картина мира. Книга II: Региональная характеристика мира. — М. : Дрофа, 2009. — 480 с. — ISBN 978-5-358-06280-1.
- (рос.) Поспелов Е. М. Географические названия мира: Топонимический словарь. — М. : АСТ, 2005.
- (рос.) Судан // Страны Африки. Политико-экономический справочник / ред. В. Солодовников, В. Румянцев. — М. : Издательство политической литературы, 1969. — 318 с.
- (рос.) Физико-географический атлас мира. — М. : Академия наук СССР и Главное управление геодезии и картографии ГУГК СССР, 1964. — 298 с.
- (рос.) Энциклопедия стран мира / глав. ред. Н. А. Симония. — М. : НПО «Экономика» РАН, отделение общественных наук, 2004. — 1319 с. — ISBN 5-282-02318-0.